# ヴァシーリー・ゴリツィン

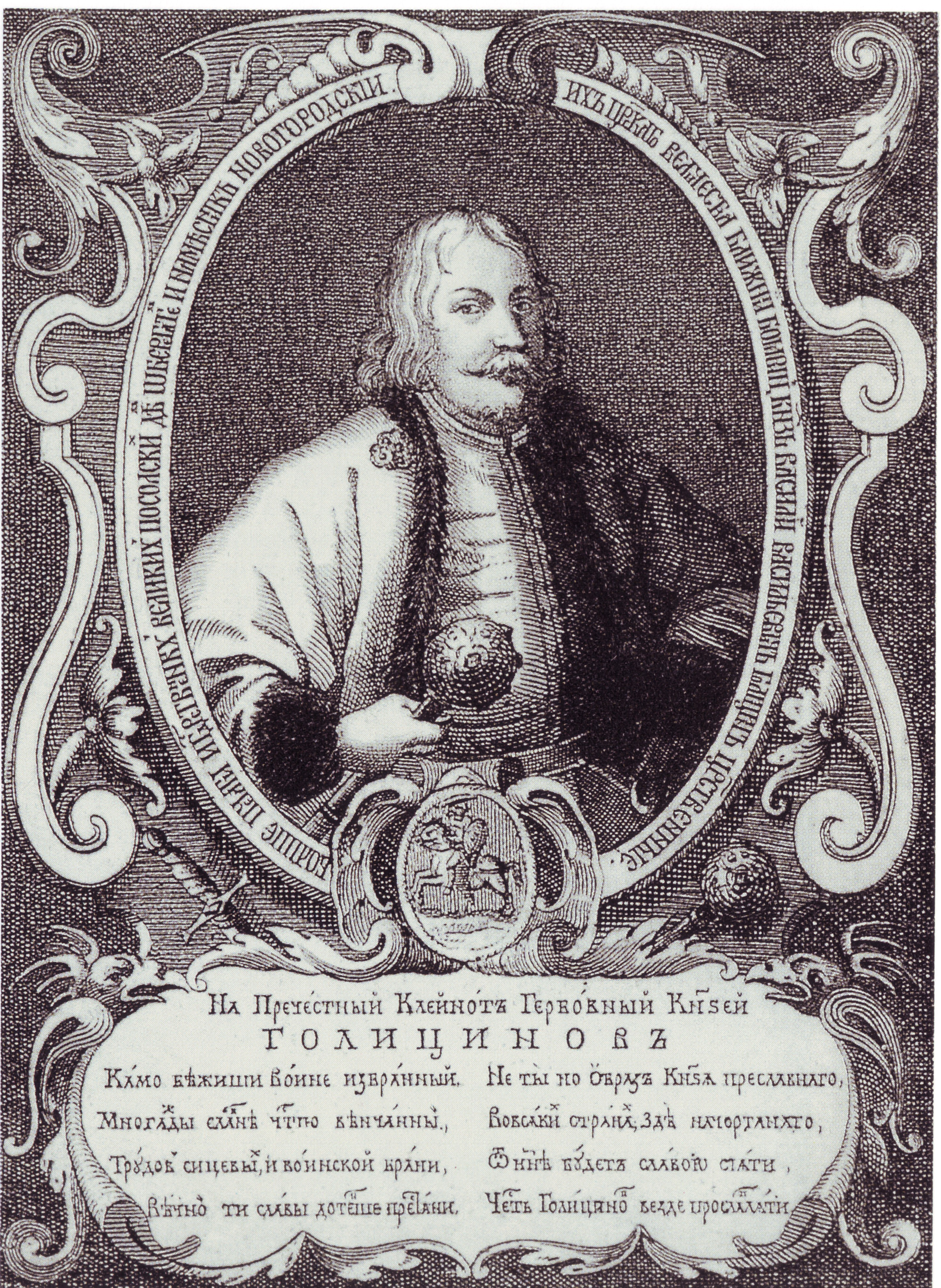
ヴァシーリー・ヴァシーリエヴィッチ・ゴリツィン公

ヴァシーリー・ヴァシーリエヴィッチ・ゴリツィン公（ロシア語: Васи́лий Васи́льевич Голи́цын、1643年 - 1714年5月2日（グレゴリオ暦））は、ロシア・ツァーリ国の貴族、政治家。ゴリツィン家出身で、大ゴリツィンと呼ばれる。

## 生涯
初期はツァーリのアレクセイの宮廷で過ごし、ボヤールにまで出世した。1676年に露土戦争の最中にあるウクライナに派遣され、クリミア・ハン国との戦闘やチギリン戦役に参加した。このとき、ロシア軍を数世紀もの間マヒさせた門地制の不便と危険を経験したことで、ゴリツィンはその廃止を目指すようになり、1678年にツァーリのフョードル3世によって受け入れられた。
1682年5月のモスクワ蜂起によりゴリツィンは外交を掌握、同年にフョードル3世が死去してピョートル1世の姉でゴリツィンの愛人ソフィア・アレクセーエヴナが摂政を務めるようになると、1682年から1689年まで国政を主導した。内政では影響力が限定的だったものの、外交では1686年の永遠平和条約でポーランド・リトアニア共和国と講和してキエフを獲得した。同条約により神聖同盟にも参加したが、1687年と1689年の2度のクリミア戦役で2度も敗北したため人気を失った。直後のソフィアとピョートル1世の間の内戦（1689年8月 - 9月）では気乗りしなかったがソフィアを支持、2人とも失脚する結果となった。同族のボリス・アレクセーエヴィチ・ゴリツィンの嘆願もあり助命されたが、ボヤールの称号は破棄され、財産も没収された。さらにカルゴポリ、メゼン、ホルモゴルイと追放先もころころと変えられた。1714年4月21日、最後の追放先ホルモゴルイで死去した。

## 評価
当時のロシアにしては高度な教育を受け、母語のロシア語のほかにもドイツ語とギリシア語を解し、ラテン語を流暢に話せた。また外国人とも広く友人関係を持ち、彼らから「大ゴリツィン」と称えられた。